# Acraea polychroma
Acraea polychroma är en fjärilsart som beskrevs av Hans Rebel 1910. Acraea polychroma ingår i släktet Acraea och familjen praktfjärilar. Inga underarter finns listade i Catalogue of Life.